# یانگ لی (بازیکن فوتبال)
یانگ لی (انگلیسی: Yang Li؛ زادهٔ ۲۶ فوریهٔ ۱۹۹۳) بازیکن فوتبال اهل چین است.

وی همچنین در تیم ملی فوتبال زنان چین بازی کرده‌است.